# Пазар в Банска Бистрица
„Пазар в Банска Бистрица“ (на словашки: Trh v Banskej Bystrici) е най-известната картина на словашкия художник Доминик Скутецки от 1889 г.
Рисувана е с маслени бои и е с размери 83,3 x 113,5 cm. Картината е по поръчка на град Будапеща и отразява типичната италианска живопис от XVIII век.
Отношението на художника към живописта се формира главно под влияние на италианското изкуство. Той живее във Венеция, с малки прекъсвания, от 1879 до 1889 г. Това, което е научил там, е добре изразено в картината му „Пазар в Банска Бистрица“. Изключително важна в неговото творчество е светлината, която излъчва оптимизъм, добра атмосфера и настроение. След 1900 г. рисува отново пазар в Банска Бистрица, но в картината се наблюдават повече петна и сенки.
Картината е част от колекцията на Националната галерия в Братислава, Словакия.